# Неджми Мехмети
Неджми Мехмети (на албански: Nexhmi Mehmeti; на македонска литературна норма: Неџми Мехмети) е писател и журналист, един от доайените на журналистиката на албански език в Република Македония.

## Биография
Роден е като Наджми Абдулаи в 1945 година в Дебър. Основно и средно образование завършва в Дебър. Кратко време работи като учител, а след това 30 години като журналист в Радио Дебър, където от 2002 е и директор на радиото. Работи като кореспондент на вестниците в Република Македония на албански език „Флака е влазеримит“ и „Рилиндя“ от Прищина. Пише поезия за възрастни. Носител е на награди от фестивала „Дни на Македонското радио“. Той е един от основателите на дебърския литературен клуб, на който е и вицепрезидент. Участва в много поетични прояви, сред които и Стружките вечери на поезията. Умира в Скопие на 4 юли 2005 година.